# Jáki Teodóz
Jáki Sándor Teodóz OSB (Győr, 1929. május 12. – Pannonhalma, 2013. január 8.) római katolikus pap, bencés szerzetes, zenetanár, kántor, népdalgyűjtő, Jáki Szaniszló fivére.

## Életpályája
1944-ben belépett a bencés rendbe, 1952-ben Pannonhalmán szentelték pappá. 1958-ban zongora és szolfézs tanári, majd 1961-ben a budapesti Zeneakadémián szerzett ének-zenetanári és karvezető diplomát. 46 évig volt a győri Bencés Gimnázium zenetanára.
Egészen haláláig foglalkozott a magyar egyházi népénekek gyűjtésével. Gyűjtőútjain 5000-nél több népéneket jegyzett le, a csángó ügy "apostolaként" pedig 110 alkalommal járt Moldvában.

## Emlékezete és elismerései
Áldozatos munkáját számtalan díjjal ismerték el: Szent László-díj, Márton Áron-emlékérem, Magyar Nemzetért ezüstérem, Fraknói-díj.

## Művei

### Kötetek
- Musica Sacra 1.; s.n., Nyíregyháza, 1974
- Musica Sacra 2. Példatár; s.n., Nyíregyháza, 1974
- Magyar szentek; összeáll. Jáki Sándor Teodóz, bev. Barna Gábor; Lakatos Demeter Társaság–Kárpátker Kft., Bp., 1991
- Csángókról, igaz tudósítások; ValóVilág Alapítvány, Bp., 2002

### Kotta, hangfelvétel
- Jáki Sándor Teodóz énekel és tanít; Magyar Kultúra Kiadó, Győr, 2004 – CD + melléklet
- Aranymiatyánk. Népénekek, imák Jáki Teodóz gyűjtéséből; szerk. Domokos Mária, Németh István; Magyar Kultúra Kiadó Kft., Bp., 2017 – CD
- "Kelj fel, keresztény lélek". Népénekek, imák Jáki Teodóz gyűjtéséből; szerk. Domokos Mária, Németh István; Magyar Kultúra Kiadó Kft., Győr, 2017 – CD

## Díjai
- Szent László-emlékérem (1993)
- Márton Áron-emlékérem (1996)
- Széchenyi Társaság Emlékérme (2001)
- A Csángó Kultúráért Díj (2009)
- Fraknói Vilmos-díj (2012)
- Magyar Örökség díj (posztumusz, 2015 )